# Королівська сільська рада (Коростишівський район)
Королівська сільська рада — колишня адміністративно-територіальна одиниця та орган місцевого самоврядування у Корнинському, Попільнянському, Брусилівському і Коростишівському районах Білоцерківської округи, Київської та Житомирської областей Української РСР з адміністративним центром у селі Королівка.

## Населені пункти
Сільській раді на час ліквідації були підпорядковані населені пункти:
- с. Королівка
- с. Мишерине

## Історія та адміністративний устрій
Створена 1923 року в с. Королівка Корнинської волості Сквирського повіту Київської губернії. 7 березня 1923 року увійшла до складу новоствореного Корнинського району Білоцерківської округи. 5 лютого 1931 року, внаслідок ліквідації Корнинського району, сільську раду передано до складу Попільнянського району. 17 лютого 1935 року, відповідно до постанови Президії ВУЦВК «Про склад нових адміністративних районів Київської області», сільську раду включено до складу відновленого Корнинського району Київської області. 14 листопада 1935 року, відповідно до постанови Президії ЦВК УСРР «Про часткові зміни районних меж Київської області», до складу ради передано хутір Машерине (Мишерине) Соловіївської сільської ради Брусилівського району.
Станом на 1 вересня 1946 року сільська рада входила до складу Корнинського району Житомирської області, на обліку в раді перебували с. Королівка та х. Машерине.
28 листопада 1957 року, внаслідок ліквідації Корнинського району, сільську раду включено до складу Попільнянського району. 20 березня 1959 року, відповідно до рішення Житомирського облвиконкому № 176 «Про зміну адміністративно-територіального поділу окремих районів області», сільську раду передано до складу Брусилівського району. 30 грудня 1962 року, відповідно до указу Президії Верховної ради Української РСР «Про укрупнення сільських районів до розмірів територій виробничих колгоспно-радгоспних управлінь», сільська рада увійшла до складу Коростишівського району Житомирської області.
Ліквідована 7 січня 1963 року, відповідно до рішення Житомирського облвиконкому № 16 «Про об'єднання та ліквідацію деяких сільських і селищних рад», територію та населені пункти ради приєднано до складу Соболівської сільської ради Коростишівського району Житомирської області.